# (552555) 2010 ER65
(552555) 2013 ER65 est un objet transneptunien du groupe des objets épars. 

## Caractéristiques
(552555) 2013 ER65 mesure environ 400 km de diamètre, ce qui le qualifie comme un candidat au statut de planète naine.